# Жочкин, Николай Михайлович
Николай Михайлович Жочкин — советский хозяйственный, государственный и политический деятель.

## Биография
Родился в 1934 году в селе Низовка. Член КПСС с 1955 года.
С 1957 года — на хозяйственной, общественной и политической работе. В 1957—1996 — инженер-железнодорожник, инженерный, хозяйственный и партийный работник в Мордовской АССР, первый секретарь Саранского горкома КПСС, Председатель Президиума Верховного Совета Мордовской АССР
Делегат XXVII съездов КПСС.
Избирался народным депутатом России.
Скончался в 1997 году в городе Саранске.